# Apolo Dantés
José Luis Amezcua Muñoz (nacido el 28 de septiembre de 1968) es un luchador profesional mexicano, más conocido bajo el nombre de Apolo Dantés. Es hijo de Alfonso Dantés, un luchador exitoso y respetado durante las décadas de 1960 y 1970. Fue uno de los pilares del Consejo Mundial de Lucha Libre (CMLL) durante la década de 1990 y ahora es dueño y opera "Dantés Lucha Factory" en Guadalajara, Jalisco.
Muñoz ha sido una vez campeón mundial tras ser Campeón Mundial de Peso Completo del CMLL. También fue una vez Campeón Mundial de Peso Medio del CMLL, una vez Campeón Mundial de Peso Semicompleto de la NWA. Fue ganador de la Copa de Oro (1994) junto con El Dandy.

## Vida personal
José Luis Amezcua Muñoz nació el 28 de septiembre de 1968 en Guadalajara, Jalisco. Es hijo de José Luis Amezcua Díaz, un luchador profesional conocido con el nombre de Alfonso "Tanque" Dantés. Su abuelo, Alfonso Amezcua, también fue luchador profesional, conocido como "Al Amezuca". Los tíos de José Amezcua, Alberto Muñoz, Virgilio Amezcua e Índio Jerónimo también fueron luchadores profesionales. El hermano menor de José Amezcua, César Antonio Amezcua, también se convertiría en luchador más tarde en la vida, conocido con los nombres de César Dantés, "All Star" y "Máscara Mágica".

## Carrera

### Consejo Mundial de Lucha Libre (1989–2006)
A través de las conexiones de su padre, Dantés comenzó a trabajar regularmente para el Consejo Mundial de Lucha Libre (CMLL) en 1989. El 25 de julio de 1992, Dantés se convirtió en el Campeón Mundial de Peso Semicompleto de la NWA cuando derrotó a El Satánico. Dantés mantuvo el prestigioso título durante 243 días hasta que Jaque Mate lo derrotó. El 11 de septiembre de 1994, Dantés ganó el Campeonato Mundial de Peso Medio de la CMLL al derrotar a Javier Llanes, pero perdió el cinturón 77 días después ante Satánico. Derrotó a Silver King para ganar el Campeonato Mundial de Peso Completo del CMLL el 23 de junio de 1995. Durante su reinado como Campeón de Peso Pesado, Dantés lo defendió con éxito contra Corazón de León y Vampiro. Dantés perdió el título ante el Rayo de Jalisco Jr. el 14 de abril de 1996.
A mediados de 1996, Cien Caras, Máscara Año 2000 y Universo 2000 regresaron a CMLL después de trabajar en otros lugares durante cuatro años. El trío comenzó a formar equipo con Apolo Dantés para formar un grupo llamado Los Capos, un grupo de Rudo que apareció en gran medida en la división de peso pesado de CMLL. Dantés compitió en el Gran Prix Internacional de 1997, pero fue derrotado en la semifinal por el eventual ganador del torneo ante Steel. Un año después llegó hasta la final de la versión 1998 del Gran Premio, pero perdió ante el Rayo de Jalisco Jr.

### World Wrestling Federation (1998-1999)
A partir de finales de 1998, CMLL comenzó a trabajar con la World Wrestling Federation (WWF) con sede en los Estados Unidos para permitir que varios de los trabajadores de CMLL aparecieran en el programa semanal de WWF Super Astros de WWF en español y centrado en los latinos. Durante aproximadamente 10 meses, Dantés trabajó en varios shows de Super Astros, luchando contra luchadores de CMLL, luchadores puertorriqueños y japoneses. En su primera lucha, que fue grabado el 16 de noviembre de 1998, Dantés derrotó a El Merenguero. Su último combate de Super Astros tuvo lugar el 25 de mayo de 1999, donde derrotó a Funaki. En su último combate para la WWF, él, Pantera y Papi Chulo perdieron ante Los Boricuas (El Merenguero, José Estrada Jr. y Miguel Pérez Jr.) en el partido que tuvo lugar antes del show Shotgun Saturday Night de WWF.

### Semirretirado y booker (2006-presente)
A mediados de la década de 2000, Apolo Dantés era más activo como entrenador de lucha libre y emparejador en el Arena Coliseo de CMLL en su natal Guadalajara, Jalisco. Durante los dos años siguientes, reservó partidos para los programas semanales, además de entrenar a varios aprendices para CMLL. A mediados de 2009 Dantés fue despedido de su puesto en el Arena Coliseo y reemplazado por Rubén Soria. Tras su destitución de Arena Coliseo Dantés formó su propia escuela de lucha libre y empresa llamada "Dantés 'Lucha Factory", con sede en Guadalajara, Jalisco.

## Campeonatos y logros
- Consejo Mundial de Lucha Libre
  - Campeonato Mundial de Peso Completo del CMLL (1 vez)
  - Campeonato Mundial de Peso Medio del CMLL (1 vez)
  - Copa de Oro (1994) – con El Dandy
  - Copa Arena México (2001) – con Black Warrior & Shocker
  - Torneo de la Segunda Generación en Parejas (1994) – con Emilio Charles Jr.